# Euacidalia sericeata
Euacidalia sericeata är en fjärilsart som beskrevs av Alpheus Spring Packard 1876. Euacidalia sericeata ingår i släktet Euacidalia och familjen mätare. Inga underarter finns listade i Catalogue of Life.